# Al-Burdżaja
Al-Burdżaja – miejscowość w Egipcie, w muhafazie Al-Minja, w dystrykcie Al-Minja. W 2006 roku liczyła 23 414 mieszkańców.